# Reynaldo Peñarrieta
Reynaldo Peñarrieta Sardón,  conocido profesionalmente como Tito Peñarrieta (La Paz, Bolivia; 14 de marzo de 1945-Ibidem, 8 de enero de 2020), fue un cantante y percusionista boliviano de música folklórica. Formó parte del grupo musical Los Caminantes junto a Carlos Palenque y Pepe Murillo a finales de la década de 1960.

## Biografía
Reynaldo Peñarrieta nació el 14 de marzo de 1945 en la ciudad de La Paz. Comenzó sus estudios escolares en 1951 saliendo bachiller en 1963 en su ciudad natal. A principios de la década de 1960, Tito Peñarrieta ingresó al ámbito musical formando parte de los grupos folklóricos Inti Huasi y Los Caballeros del Folklore.
En 1967, Peñarrieta conformó junto a Carlos Palenque y Pepe Murillo el grupo musical Los Caminantes que los llevaron al éxito y a la fama a nivel nacional e internacional. A finales de la década de 1960, el grupo folklórico realizó varias giras por diferentes ciudades del continente americano, entre ellas Buenos Aires en Argentina, Montevideo en Uruguay y Quito en Ecuador. En 1968, el grupo realizó también una gira por Estados Unidos, tocando sus temas musicales en las ciudades de Washington y Nueva York.
A inicios de la década de 1970, el exitoso grupo musical se separaría y cada uno tomaría su propio rumbo. Tito Peñarrieta continuó en el ámbito musical, pero esta vez con música romántica. Dio su último concierto en marzo de 2018 en el Hotel Torino, despidiéndose de esa manera de los escenarios después de más de cincuenta y cinco años (1963-2018) de carrera musical.

### Últimos años y fallecimiento
Después de su último concierto, Tito sufrió una caída que lo dejó graves daños físicos. Contrajo también Alzheimer y Neumonia que complicaron mucho más su delicada salud, como consecuencia de esto Tito quedó prácticamnete ciego.
Reynaldo «Tito» Peñarrieta falleció el 8 de enero de 2020 a los setenta y cuatro años mientras se encontraba internado en el Hospital Obrero de la ciudad de La Paz.
Durante su funeral, Tito Peñarrieta fue velado en la funeraria Inmaculada del barrio de Miraflores. Sus restos descansan en el Cementerio Celestial de la ciudad de La Paz.